# Karl-Hermann Flach
Pour les articles homonymes, voir Flach.
Karl-Hermann Flach, né le 17 octobre 1929 à Königsberg (aujourd’hui Kaliningrad, en Russie) et mort le 25 août 1973 à Francfort-sur-le-Main, est un journaliste et homme politique ouest-allemand, membre du Parti libéral-démocrate d’Allemagne (LDPD), puis du Parti libéral-démocrate (FDP).
Au sein du FDP, Flach fut directeur administratif fédéral et directeur électoral dans les années 1950 et 1960, et secrétaire général et vice-président du groupe parlementaire dans les années 1970. Proche de l’aile centriste, il contribua à la rédaction des « thèses de Fribourg » qui menèrent à la formation de la coalition sociale-libérale.
Il fut également, retiré de la politique dans les années 1960, rédacteur à la Frankfurter Rundschau.